# William Hanna
William Denby "Bill" Hanna (Melrose, Nou Mèxic, EUA, 14 de juliol del 1910 - Los Angeles, Califòrnia, EUA, 22 de març del 2001) va ser un destacat dibuixant, director i productor de cinema animat, actor de veu i músic nord-americà, cocreador de la sèrie Tom i Jerry per a la MGM, entre d'altres. El 1957, quan la MGM va dissoldre la seva divisió d'animació, va cofundar, juntament amb Joseph Barbera, els estudis Hanna-Barbera, que es va convertir en l'empresa de més èxit en el seu camp, amb títols com Els Picapedra (The Flintstones), Huckleberry Hound, Top Cat, Scooby-Doo, Quick Draw McGraw, l'Ós Yogi, Els barrufets (The Smurfs), Els cotxes esbojarrats (Wacky Races) i Els Supersònics (The Jetsons). El 1967, Hanna i Barbera es van vendre l'empresa a Taft Broadcasting, però tots dos van seguir presidint-la fins al 1991, i posteriorment encara hi van seguir vinculats tota la vida.
Hanna i Barbera han guanyat conjuntament set Oscars i vuit cops el Premi Emmy. Les seves creacions, especialment populars durant els anys seixanta, han esdevingut icones culturals i els seus personatges s'han reproduït en pel·lícules, llibres i joguines, entre altres mitjans.